# The Franz Kafka Videogame
The Franz Kafka Videogame — компьютерная игра, созданная по мотивам произведений Франца Кафки независимым российским разработчиком Денисом Галаниным (известный как mif2000). Анонс игры состоялся в декабре 2013 года.

## Жанр
Создатель игры характеризует её как классическую приключенческую игру в жанре головоломки, вдохновленную произведениями Франца Кафки, такими как «Замок», «Превращение», «Америка».

## Сюжет
Главный герой К. получает выгодное деловое предложение и отправляется в далёкое путешествие за пределы своей страны. По ходу путешествия перед ним открывается удивительный мир, полный абсурда, неразрешимых загадок, необычных героев и событий. Сюжет игры не повторяет ни одно из произведений Кафки, однако мир, воссозданный в игре, характерен для своеобразного мировоззрения писателя-сюрреалиста.

## Игровой процесс
Игру можно отнести к традиционным point-and-click квестам. Игрок с помощью курсора мыши должен находить на экране интерактивные предметы и выстраивать с ними взаимодействие, исходя из целей уровня. Между тем, игрок освобожден от обязанности носить вещи в инвентаре и может сосредоточиться на решении логических головоломок в пределах одного экрана.

## Награды
| Сводный рейтинг       | Сводный рейтинг |
| Агрегатор             | Оценка          |
| --------------------- | --------------- |
| Metacritic            | 65/100          |
| OpenCritic            | 66/100          |
| Kritikanstvo          | 81/100          |
| Иноязычные издания    |                 |
| Издание               | Оценка          |
| The Games Machine     | 7/10            |
| GuiltyBit             | 8,5/10          |
| Game It               | 8,5/10          |
| Multiplayer.it        | 7,5/10          |
| Ingame.de             | 7,5/10          |
| Adventure Corner      | 73/100          |
| 3rd Strike            | 7,3/10          |
| Русскоязычные издания |                 |
| Издание               | Оценка          |
| «Игромания»           | 7,0/10          |
| Riot Pixels           | 80/100          |
| Игры@Mail.Ru          | 8/10            |
| ITC.ua                | 4/5             |
| КГ-Портал             | [ 19 ]          |
| StopGame              | [ 20 ]          |
| Age of Geeks          | 80/100          |
| Котонавты             | 7/10            |

The Franz Kafka Videogame была добавлена в каталог первого Итальянского Архива Видеоигр в Cineteca di Bologna (созданном при поддержке Болонского университета).
- «Game Of The Day» — Apple App Store[25]
- «Game Of The Year» — Intel® Level Up 2015[26] (судьи: Крис Авеллон, Тим Шейфер, Крис Тейлор и др.)
- «Best Adventure/RPG» — Intel® Level Up 2015
- «Best Song/Score – Mobile Video Game» — The Hollywood Music in Media Awards 2017[27]
- «Best Educational Games for Adolescents» — The Pedagogical Media Prize 2018 [28]
- №4 в номинации «Лучшая Адвенчура» — Riot Top 2017 [29]
- «Лучшие игры 2018 года для Android» — 4PDA[30]
- «Топ 20 лучших игр на iPhone и iPad 2017 года» — AppTime [31]
- «10 Лучших Игр-Неожиданностей 2017» — GSTV [32]
- «10 хороших российских инди-проектов» — Futurist [33]
- «App Of The Month» — The German Academy For Kids' And Young Adults' Literature[34]
- «Best Paid Android Games 2019» — Expert Reviews[35]
- «The Best PC Games of 2013» — PC Gamer[36]
- Номинация на 14th International Mobile Gaming Awards[37]
- Номинация на «Best PC Game» — TOMMI Award 2017[38]
- Номинация на «Best Visual Art» — TapTap Game Awards 2017[39]

## Локализации
Игра переведена на 14 языков: русский, английский, польский, немецкий, чешский, японский, французский, испанский, корейский, бразильский-португальский, итальянский, турецкий, китайский и украинский языки.

## Разработка
Игра полностью сделана одним человеком (mif2000) за 2.5 года.
Игра является примером полной импровизации в течение всего процесса разработки.